# Детковцы (Львовская область)
Детковцы (укр. Дітківці) — село в Бродовской городской общине Золочевского района Львовской области Украины.
Население по переписи 2001 года составляло 523 человека. Занимает площадь 1,329 км². Почтовый индекс — 80650. Телефонный код — 3266.

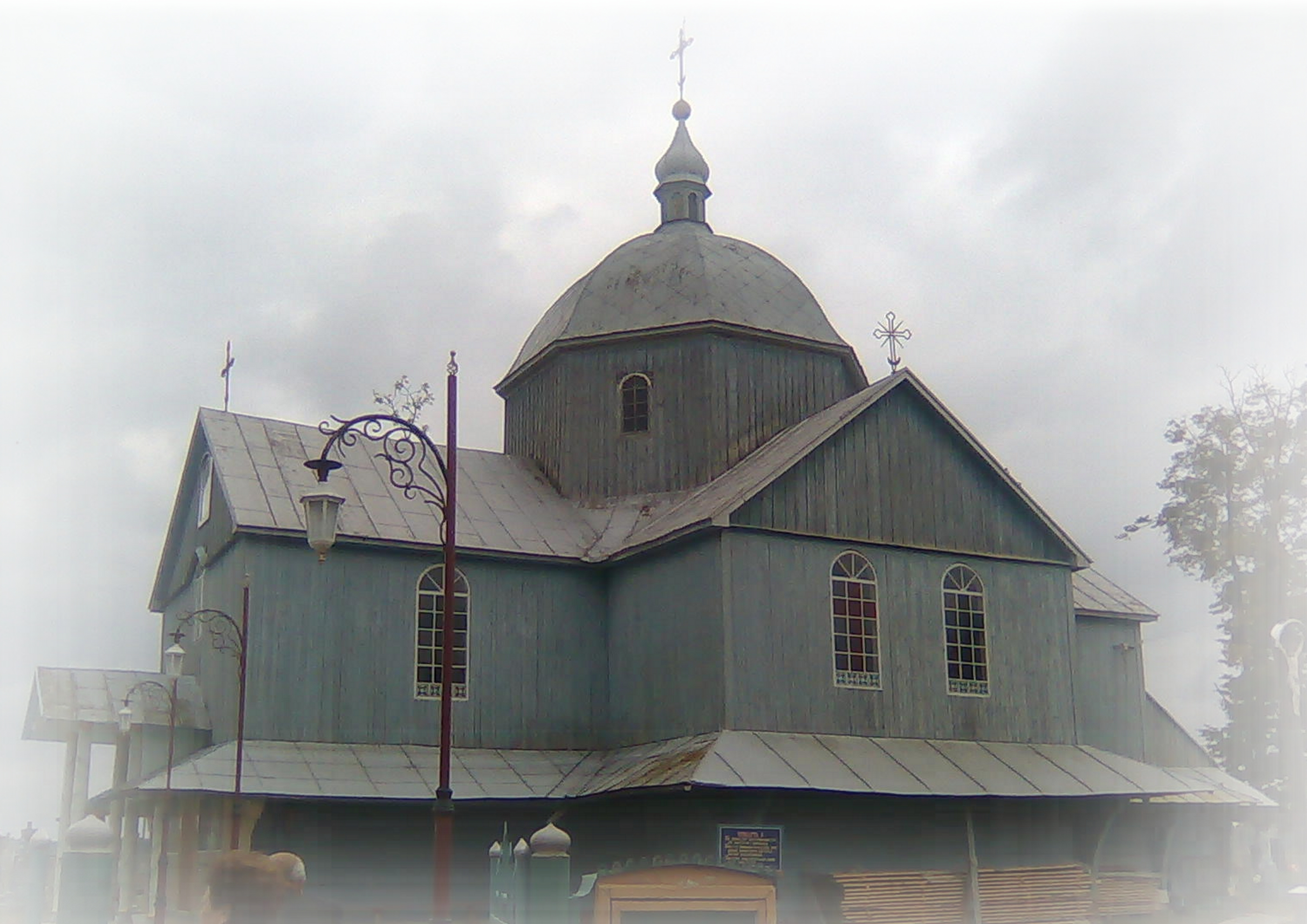
Михайловская церковь